# Tania Gebauer
Tania Vanessa Gebauer Araneda (22 de octubre de 1981) es una arquitecta chilena. En su carrera ha destacado por su trabajo en temas de sustentabilidad, restauración y conservación patrimonial, en particular en la Isla Grande de Chiloé.

## Biografía
Cursó sus estudios en el Colegio Pedro de Valdivia de Santiago, Chile. Estudió arquitectura en la Universidad del Desarrollo entre los años 2002 y 2007. Cursó el taller de 4.º año en España, en la Universidad Europea de Madrid, donde Fuensanta Nieto (integrante de la oficina Nieto-Sobejano Arquitectos) era profesora.
Además, es Bachiller en Ciencias de la Universidad de Chile y diplomada en arte, arquitectura digital y tasación inmobiliaria de la Pontificia Universidad Católica de Chile. Desarrolló su práctica profesional en restauración y conservación de edificios patrimoniales y su cambio de uso en La Habana Vieja, Cuba.
Entre 2008 y 2012 fue socia y directora de cuentas de Boximage, un estudio de animación 3D de proyectos inmobiliarios y de infraestructura. En paralelo, en 2009 formó la oficina Ortúzar+Gebauer Arquitectos junto a Eugenio Ortúzar, su socio y marido desde ese mismo año. Ambos se trasladaron desde Santiago a Chiloé; en un principio, este traslado fue por razones laborales, pero luego ambos arquitectos se fueron vinculando más al lugar, lo que les sirvió para comprender su entorno y a su gente.

## Ortúzar+Gebauer Arquitectos
Tania Gebauer formó su oficina y taller de oficios junto a su marido, el también arquitecto Eugenio Ortúzar, en la Isla Grande de Chiloé el año 2009, bajo la convicción de crear nuevas experiencias y buscar nuevas respuestas al habitar humano, tratando de responder a cómo la obra se relaciona directamente con su entorno cultural y geográfico, de forma sustentable. Desde el principio, sus proyectos se han basado sobre la importancia del arraigo y el emplazamiento de la obra en el lugar, con una fusión de tradición y modernidad en un nuevo lenguaje arquitectónico. Para la arquitecta, el habitar constituye el punto de partida en cada obra, y como esta se relaciona con su exterior.

En 2015, Gebauer es invitada a participar de las Guías de Arquitectura de DOM Publishers, publicando dos de sus proyectos: los hoteles Palafito del Mar y el Patio Palafito, y escribiendo un texto sobre Chiloé para la edición sobre Chile.
"Cada obra se vincula a un territorio, a una cultura, a un clima y a su gente. De esa forma la Arquitectura es entendida como un oficio. En las manos de la gente nuestras obras se levantan y gracias a la madera, el material de nuestra zona, a través de ella la obra tiene materia y se hacen parte del lugar. La arquitectura es considerada como un elemento detonante en donde desde lo mínimo se puede alcanzar la nobleza."

"El desafío de los arquitectos hoy en día tiene que ver con la re-definición del rol y competencias de nuestra disciplina en el actual medio económico, cultural y político que vive nuestro país... Más allá de su prolífica carrera, o del reconocimiento internacional... el mérito de Ortuzar y Gebauer radica en que su obra conjuga no sólo un tema de diseño arquitectónico de vanguardia, sino además integra la recuperación patrimonial, el cultivo de las tradiciones y las hace viables en un contexto complejo y remoto".

## Arquitectura y género
Gebauer ha manifestado su reflexión en torno a las problemáticas que envuelven la arquitectura y la posición de las mujeres en el ejercicio de esta profesión; para ella, es en la obra de construcción donde más se experimentan las diferencias del trato por ser mujer arquitecta:
"Creo que realmente sentí que era tratada en forma diferente en mi profesión estando embarazada. Yo tenía energía para todo, hasta el último día y después, pero todos te tratan casi como si estuvieras enferma. Siempre va a haber diferencias, que hay que verlas a nuestro favor, como cuando estoy en obra: no sé por qué a los maestros les aterra más que vaya yo, que mi socio hombre…"

## Obras
- Casa Koñimo / Eugenio Ortúzar Müller, Tania Gebauer Araneda
- El Palacito / Ortuzar Gebauer Arquitectos
- Hotel Palafito del Mar / Ortuzar Gebauer Arquitectos
- Palafito Sur Hostal Chiloé / Eugenio Ortúzar + Tania Gebauer